# フォンテグレーカ
フォンテグレーカ（伊: Fontegreca）は、イタリア共和国カンパニア州カゼルタ県にある、人口約700人の基礎自治体（コムーネ）。

## 地理

### 位置・広がり

#### 隣接コムーネ
隣接するコムーネは以下の通り。
- カプリアーティ・ア・ヴォルトゥルノ
- チョルラーノ
- ガッロ・マテーゼ
- プラータ・サンニータ

### 気候分類・地震分類
フォンテグレーカにおけるイタリアの気候分類 (it) および度日は、zona D, 1651 GGである。
また、イタリアの地震リスク階級 (it) では、zona 2 (sismicità media) に分類される。